# Cyrtoneurina uber
Cyrtoneurina uber är en tvåvingeart som beskrevs av Giglio-tos 1893. Cyrtoneurina uber ingår i släktet Cyrtoneurina och familjen husflugor. Inga underarter finns listade i Catalogue of Life.